# Fumiko
Fumiko ist ein weiblicher japanischer Vorname.

## Schreibweisen
In Hiragana schreibt sich der Name ふみこ. Daneben sind verschiedene Kanji-Schreibweisen verbreitet, unter anderem:
- 文子 („Satz-Kind“ oder „Brief-Kind“) – auch als „Akiko“, „Ayako“, „Tomoko“, „Nobuko“ oder „Noriko“ lesbar[1]
- 富美子 oder 冨美子 („Reichtum-Schönheit-Kind“) – auch als „Tomiko“ lesbar[2][3]
- 芙美子 („Hibiskus-Schönheit-Kind“)
- 史子 („Historie-Kind“) – auch als „Akiko“, „Ayako“, „Seiko“, „Chikako“, „Tomoko“, „Nobuko“, „Noriko“, „Hisako“ oder „Hiroko“ lesbar[4]

## Namensträgerinnen
- Fumiko Aoki, japanische Skilangläuferin
- Fumiko Enchi, japanische Schriftstellerin
- Fumiko Hayashi (林 芙美子, 1903–1951), japanische Autorin und Dichterin
- Fumiko Hayashi (林 文子, * 1946), japanische Politikerin
- Fumiko Hori (堀 文子, 1918–2019), japanische Schauspielerin
- Fumiko Itō (伊藤 文子, * 1940), japanische Weitspringerin
- Fumiko Kaneko (金子 文子, 1903–1926), japanische Anarchistin und Nihilistin
- Fumiko Kometani, japanische Autorin und Künstlerin
- Fumiko Okuno (奥野史子, * 1972), japanische Synchronschwimmerin
- Fumiko Orikasa (* 1974), japanische Sängerin und Synchronsprecherin
- Fumiko Saiga (齋賀 富美子, 1943–2009), japanische Diplomatin
- Fumiko Sakaguchi (坂口 文子, * 1934), japanische Schwimmerin
- Fumiko Shiraga (白神 典子, 1967–2017), japanisch-deutsche Pianistin
- Fumiko Yonezawa (米沢 富美子, 1938–2019), Physikerin
- Yoshida Fumiko (1913–2001), japanische Architektin